# Konopiska
Konopiska è un comune rurale polacco del distretto di Częstochowa, nel voivodato della Slesia.
Ricopre una superficie di 78,11 km² e nel 2004 contava 10 405 abitanti.